# Navegacions atlàntiques anteriors al 1492
A mitjan segle xv Europa s'havia anat recuperant de la crisi del segle anterior, l'economia rural es revifava, es reactivava també la vida urbana gràcies al desenvolupament del comerç i de la indústria, sobretot la tèxtil. Grans canvis es dugueren a terme políticament en el vell continent, els petits estats que sovintejaven a l'edat mitjana donaren lloc a grans estats i imperis. A la península Ibèrica, el Regne de Portugal iniciava l'expansió per Àfrica i sud d'Àsia. Mentre que els Regnes de Castella i Aragó s'uniren dinàsticament amb el matrimoni de Ferran el Catòlic i Isabel de Castella. Mentre el Regne de França continuava la seva expansió amb l'annexió d'Aquitània, Bretanya i part de Borgonya. Anglaterra, es va instal·lar la nova dinastia Tudor i Alemanya, continuava dividida en diversos principats, el poder imperial va passar a mans dels Habsburg (que el van mantenir fins al segle xx).
Per altra banda, a l'est, l'Imperi Romà d'Orient va desaparèixer el 1453, amb la caiguda de Constantinoble a mans dels turcs otomans, que des del seu nucli d'Anatòlia van formar un gran imperi des dels Balcans fins a Egipte i des del nord d'Àfrica fins al golf Pèrsic; L'Imperi Rus, iniciat per Ivan el Gran, feu servir l'herència ortodoxa i romana d'Orient.
A l'Àsia, l'islam es va estendre per l'Índia, aleshores fragmentada en petits regnes, i el sud-est asiàtic. La Xina, s'havia independitzat dels mongols i vivia tancada en ella mateixa, els xinesos eren una quarta part dels habitants del planeta (uns quatre-cents milions de persones). L'Àfrica Negra i Oceania estaven molt menys poblades i amb grans zones deshabitades. A Amèrica, Es desenvolupaven tres grans civilitzacions: Els maies, els asteques i els inques.
L'espai geogràfic conegut per l'home europeu, es va ampliar molt per les grans exploracions geogràfiques dels segles xv i xvi que van ampliar els horitzons fins aleshores desconeguts i van permetre descobrir mons nous. Portugal i Castella van ser els grans protagonistes d'aquest procés gràcies als avenços que es van fer a la navegació durant l'època del Renaixement.

## Factors
Les causes més importants dels descobriments van ser variades i les podem classificar en factors socioeconòmics, ideològics i científics.
- Factors socioeconòmics:

L'Augment de la població a Europa Occidental durant la segona meitat del s. XV, per la finalització de la Pesta Negra i de les llargues guerres medievals (Cent Anys, de Reconquesta ibèrica, ...) va provocar una expansió econòmica amb la necessitat de la recerca de primeres matèries per a la indústria artesana europea i de mercats per als productes d'aquesta artesania. Així mateix es provocà la necessitat de generar més moneda, Fet que va implicar la recerca de metalls preciosos per la seva fabricació. A Europa les mines estaven esgotades, cal buscar fora del continent i el lloc més fàcil va ser d'interior d'Àfrica, incrementant el comerç d'or, ivori i esclaus al Sudan, com ho havien fet els musulmans granadins i tal com ho feien els portuguesos. S'originà una gran demanda d'espècies i mercaderies luxoses a Europa, que arribaven d'orient a través dels intermediaris àrabs i venecians, amb un preu molt alt i que eren repartides a les oligarquies europees.
Barrat el camí cap a Orient, a causa de l'expansió de l'Imperi Otomà amb la presa de la ciutat de Constantinoble el 1453 i el domini de la Mediterrània Oriental, les rutes a l'Orient quedaven tancades. Només quedava el camí per l'Atlàntic i els portuguesos van buscar una ruta directa cap a les terres de les espècies (Índia i altres parts d'Àsia).
- Factors ideològics

Arran del llibre de Marco Polo, que explicava els seus viatges a Orient i les gran possibilitats econòmiques i d'aventures que hi havia, i la cultura renaixentista s'instal·la l'esperit aventurer, amb l'afany d'enriquir-se, els homes es van posar a buscar metalls preciosos, espècies o altres productes. Junt a que encara es manté un cert esperit de croada, embolcallat dins un esperit evangelitzador, tan important a l'edat mitjana, una mostra en són les llegendes referents a l'existència d'un regne, anomenat del Preste Joan (en algun indret d'Àfrica o Àsia) de cristians rodejat de pagans que necessitava ajuda (Avui dia aquest regne és identificat amb Abissínia)

## Evolució de la Navegació (factors científics i tècnics)
En el segle xv, la navegació practicada era bàsicament de cabotatge, és a dir, sense perdre de vista la costa, per tenir sempre una referència del lloc on es trobaven. Els viatges es feien entre ports coneguts i a distàncies més o menys controlades.
Amb tot els vaixells i navegants ja comptaven amb diferents eines i instruments que els permetien calcular la seva posició aproximada, dita per estima. Dits instruments eren especialment necessaris quan es perdia la referència de la costa. Els més importants eren els següents:
- L'astrolabi, el bastó de Jacob i el quadrant. Eren instruments que determinaven l'alçada de l'estel polar o del Sol sobre l'horitzó, i consultant uns almanacs, permetien determinar la latitud en què es trobava el vaixell (és a dir, la distància a que es trobava entre l'equador i els pols).
- El compàs nàutic. Permet conèixer quina és la posició del nord magnètic, i per tant, obtenir un punt de referència per definir la posició i orientació del vaixell. El compon una agulla magnetitzada que assenyalava sempre al nord, dins d'una capsa amb aigua.
- El rellotge de sorra. Era l'instrument que permetia conèixer el temps a bord. Es feia servir per calcular les mesures astronòmiques, pels canvis de guàrdia (dividits en 4 hores), etc. Els encarregats de girar-los quan arribaven al final eren els grumets.
- L'escandall. Era un instrument utilitzat per calcular la fondària que hi havia sota el vaixell. Estava format per una corda amb nusos distribuïts a una distància concreta, (normalment la distància que hi ha entre els dos braços estesos, raó per la qual cada nus correspon a una braça), i amb una peça metàl·lica en un dels extrems, que feia de pes i que permetia conèixer el material de què estava compost el fons.

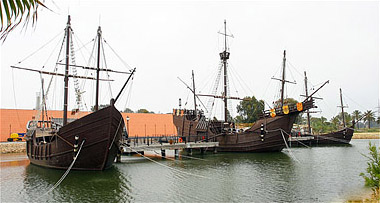
Rèplica de les anomenades «Tres Caravel·les» (en realitat dues caravel·les i una nau) al Muelle de las Carabelas de Palos de la Frontera.

Així mateix es dugué a terme una altra gran revol·lució en els vaixells: la tradicional Galera emprada en el mediterrani no era prou apta per a navegar per l'Atlàntic. Al segle xiv apareixen les noves Caravel·les. D'origen portuguès, varen ser perfeccionades a l'Escola de Navegació de Sagres, fundada per Enric el Navegant a començament del segle xv. Així mateix les Naus (del portuguès nao) també foren perfeccionades.
- Caravel·la: Eren naus molt lleugeres, amb un casc llarg i estret, que podien navegar amb facilitat a la bolina, és a dir, cenyint la vela contra el vent. Tenien una sola coberta, amb dos o tres pals on aparellaven veles llatines -triangulars-, que permetien una navegació ràpida, ideal per fer reconeixements, descobertes, etc.
- Nau: Era un vaixell panxut, més lent que les caravel·les, ja que la seva finalitat era de nau mercant. Portava tres pals, amb una vela quadrada en els dos primers i vela triangular o llatina a l'últim. Portava dos castells a proa i popa per protegir-se dels atacs.

Per altra banda la concepció del món varia dins les classes científiques i erudites de l'època. La imatge que l'home ha tingut del món que l'envolta ha anat variant al llarg del temps, variació que depenia de les concepcions filosòfiques i religioses que imperaven a cada època, així com de l'exploració que s'havia fet de l'entorn. Ja a l'època de la Grècia clàssica s'intuïa que el món era circular. Era una concepció intuïtiva més que no pas empírica, però alguns d'ells van ser tan precisos en els seus càlculs del diàmetre terrestre que l'error és gairebé nul. Entre aquests filòsofs cal destacar Ptolemeu, per la importància que adquiriran les seves teories al llarg del segle xv, tot i que van ser oblidades als primers segles de l'edat mitjana, en la qual la concepció Cristiana anà imposant la concepció d'un món pla amb el centre a Jerusalem. En el Segle XV estudis geogràfics a partir de la "Geografia de Ptolemeu" i de la publicació, el 1480, de la "Imago Mundi" del Cardenal Pierre d'Ailly, que va deduir que la Terra era rodona i no plana com es creia aleshores torna a canviar aquesta percepció.
L'Atlàntic, torna a prendre el seu interes, la concepció grega d'aquest ja indicava que dit oceà permetria la circumval·lació de la terra, facilitant una ruta cap a les terres orientals:
| «                            | Si l'Oceà Atlàntic fos tan extremadament ample, podríem navegar des d'Algèria fins a l'Índia. | » |
| — Eratòstenes, segle iii aC. |                                                                                               |   |

Tot i que durant l'edat mitjana, com ja hem indicat, s'imposà la visió d'una terra plana, alguns erudits mantingueren viva la flama del coneixement de noves terres desconegudes:
| «                       | El mateix que a la nostra part hi ha una part del món que veiem i coneixem, també deu haver-hi a l'altra, a la occidental, un continent que no podem veure ni conèixer. | » |
| — Ramon Llull, 1300 dC. | |   |

Finalment al segle xv el convenciment comença a ésser generalitzat: L'Atlàntic ha de permetre un camí cap a orient:
| «                                                             | Des de la ciutat de Lisboa fins a l'Oest, la carta té 26 seccions de 250 milles cadascuna, gairebé un terç de la circumferència de la Terra, abans d'arribar a la magnífica ciutat de Quinsay | » |
| — Paolo Toscanelli, en una carta a Alfons V de Portugal, 1474 | |   |

## Descobriments dels portuguesos
Portugal és un país marítim, obert a l'Atlàntic i proper a Àfrica. No és estrany que els portuguesos fossin els iniciadors de les grans navegacions per les costes atlàntiques de l'Àfrica.
A això també hi van contribuir les poques possibilitats agrícoles del país i l'ajuda que la dinastia d'Aviz va donar als seus navegants. L'infant Enric el Navegant, va ser un gran promotor d'aquestes empreses: Feu cridar a Jacomé de Mallorca i fundà l'escola marítima de Sagres on hi reuní erudits, navegants i cosmògrafs.
Les conquestes dels portuguesos a les illes i costes atlàntiques d'Àfrica, que s'escalonen durant tot el segle xv, tenia diverses finalitats: l'obtenció de l'or sudanès i d'espècies africanes i arribar a la terra de les espècies a l'Àsia.
La primera conquesta important és la de Ceuta, el 1415 amb Enric el Navegant. A partir d'aquí els portuguesos emprenen la conquesta del Marroc, Kasr al-Kabir (1458), Tànger i Arcila (1471), Azemmur i Mazagan (1502), i Safi (1508).
La butlla de Calixt III de 1456 atorgà a l'Orde de Crist, la jurisdicció espiritual de les illes, ports, terres i llocs, des del cap de Bojador fins a Guinea. A partir d'aquí els portuguesos es dediquen al mercat d'esclaus de Guinea, usant com a base el fort de Sao Jorge da Mina.
Més tard els portuguesos arribarien les illes del cap Verd i el golf de Guinea (1460). No va ser fins al 1488 que Bartolomeu Dias va arribar a la punta meridional d'Àfrica, el cap de les Tempestesque després va rebre el nom de Bona Esperança. Quedava obert el camí cap a l'Índic i l'esperada terra de les espècies, viatge que va realitzar per primer cop Vasco da Gama entre 1497 i 1498.

## Les corones d'Aragó i Castella
El matrimoni dels Reis Catòlics va consumar la unitat dinàstica entre Castella i Aragó, però els dos regnes van continuar conservant la seva pròpia organització independent. Amb tot, es van establir les bases de la futura dinastia hispànica, que es va acabar convertint en una gran potència mundial.
La Concòrdia de Monteagudo, signada el 29 de novembre de 1291, entre Jaume II d'Aragó i Sanç IV de Castella tingué per finalitat la confirmació dels límits entre els regnes d'Aragó i Castella i el repartiment del nord d'Àfrica en àrees d'influència: el Marroc restava sota la influència de Castella i la Barbaria, a l'est del riu Muluia, era reconeguda com a zona d'influència aragonesa.
Aquest tractat deixà escrites les línies mestres que conduïren l'expansió d'ambdós regnes: Mentre que la Corona d'Aragó estengué els seus dominis en terres peninsulars, s'abocà, així mateix, cap al Mediterrani, fet que contribuí a crear una gran escola marítima en la corona. Castella, amb l'única sortida al mar pel cantàbric, volcà els seus esforços en conquerir les terres d'Al-Andalus.
Al segle xiv l'antic regne Andalusí queda pràcticament reduït al Regne de Granada, permetent a Castella iniciar a esmerçar esforços vers les conquestes navals. A inicis del segle xv, amb el permís papal, la corona castellana va organitzar diverses expedicions a la recerca d'esclaus, pells i tints a les illes Canàries, ja conegudes des d'antic. El 1402 es considera l'any del començament de la conquesta de les illes amb l'expedició a Lanzarote dels normands Jean de Bethencourt i Gadifer de la Salle, subjectes, al vassallatge de la corona de Castella. Paral·lelament a la zona de Huelva es desenvolupà una gran indústria nàutica, els mariners i armadors de la zona foren reconeguts com a grans fabricants i navegants. Dins d'aquesta zona cal destacar la importància que tindrà el port de Palos i els seus mariners.

## Relacions entre Castella i Portugal
Els arxipèlags de Canàries, Madeira i Açores, coneguts des de l'antiguitat i redescoberts a mitjan segle xiv, essent colonitzats entre 1420 i 1450. Provocaren la rivalitat entre Castella i Portugal. L'infant Enric el Navegant de Portugal va pretendre el control exclusiu sobre aquests. Mentre que no trobà cap oposició amb Madeira i Açores, Aquest fet no succeí amb les illes Canàries, les quals també foren preteses per Castella. L'augment de tensió entre els dos regnes feu intervindre al poder papal:
L'any 1455, el papa Nicolau V emet la butlla Romanus pontifex, concedia a Alfons V de Portugal, segons la qual cedia la propietat exclusiva de totes les illes, terres, portes i mars conquerits en les regions que s'estenien "des dels caps de Bojador i del Nam a través de tota Guinea i més enllà fins a la costa meridional", ratificada i ampliada per la butlla Inter caetera del papa Calixt III l'any següent, atorgant a l'Orde de Crist, mitjançant Enric el Navegant la jurisdicció espiritual de les illes, ports, terres i llocs de l'anterior butlla.
Arran de la mort d'Enric IV de Castella, 11 de setembre de 1474, a Castella es formalitzà una guerra entre els partidaris de na Isabel i no Joana. Isabel comptà amb el suport del seu marit Ferran mentre que Joana comptava amb l'ajut, del seu marit també, Alfons V de Portugal. Finalment l'any 1476 les tropes portugueses són derrotades en la batalla de Toro per les tropes comandades per Ferran, en dita batalla Joana i el seu marit perden tota possibilitat d'apoderar-se del tron de Castella.
Finalment l'any 1979, se signa el Tractat d'Alcaçovas, el 4 de setembre, en el qual es posa fi a la guerra entre Castella i Portugal. Pel qual Joana renuncia a tots els drets sobre la corona de Castella.
En dit Tractat d'Alcaçovas es reparteixen els territoris de l'Atlàntic entre Portugal i Castella. Els portuguesos mantenen el control sobre Guinea, la Mina d'Or, Madeira, les illes Açores, Flores i Cap Verd, mentre que a Castella se li reconeix la sobirania sobre les illes de Canària. I també atorga a Portugal l'exclusivitat de la conquesta del Regne de Fes.